# Ana Mariscal
Ana María Rodríguez-Arroyo Mariscal, coneguda artísticament com a Ana Mariscal (Madrid, 31 de juliol de 1923 - ibíd., 28 de març de 1995), va ser una actriu, directora i productora cinematogràfica espanyola. Els crítics la valoren com una de les millors directores del cinema europeu del segle xx.

## Biografia
Va debutar al cinema per casualitat: sent estudiant de Ciències Exactes va acompanyar al seu germà, l'actor Luis Arroyo, a les proves per al rodatge d'una coproducció hispà-italiana, El último húsar (1940), de Luis Marquina; el director es va fixar en ella i va decidir donar-li el segon paper femení del film.
Un any després protagonitzava Raza, de José Luis Sáenz de Heredia, al costat d'Alfredo Mayo, i es convertia en una de les grans estrelles del cinema espanyol del moment. Inicia així una trajectòria plagada de grans èxits en la pantalla gran que es prolongarà durant més d'una dècada. Roda durant aquest temps, entre d'altres, Vidas cruzadas (1942), de Luis Marquina; Mañana como hoy (1947), de Mariano Pombo; La princesa de los Ursinos (1947), de Luis Lucia; El tambor del Bruch (1947), d'Ignasi F. Iquino; Pacto de silencio (1949), d'Antonio Román; Un hombre va por el camino (1949) de Manuel Mur Oti… És durant el rodatge d'aquesta última quan va conèixer Valentín Javier García-Fernández, amb qui contraurà matrimoni el 1954.
Compagina la seva presència en la pantalla gran amb notables interpretacions sobre els escenaris, on havia debutat a l'inici de la dècada al Teatre María Guerrero, de la mà de Luis Escobar. El 1945, Ana Mariscal va representar a Valladolid Don Juan Tenorio de José Zorrilla. A les nits interpretava a Donya Inés, però a les tardes es va atrevir amb el paper de Don Joan, la qual cosa va ser titllada per alguns di«irreverent», i es va arribar a realitzar un judici literari contra ella, amb acusador, defensor i tribunal. Va ser absolta de la seva «gosadia».
En iniciar-se la dècada dels cinquanta, comença a espaiar les seves aparicions com a actriu i crea la productora Bosco Films. Poc després comença a produir, dirigir i escriure els guions de les seves pròpies pel·lícules; Segundo López, aventurero urbano (1953); Misa en Compostela (1954); Con la vida hicieron fuego (1959)... Seria el 1963, amb El camino, quan va aconseguir el reconeixement de la crítica a la seva labor darrere de la cambra.

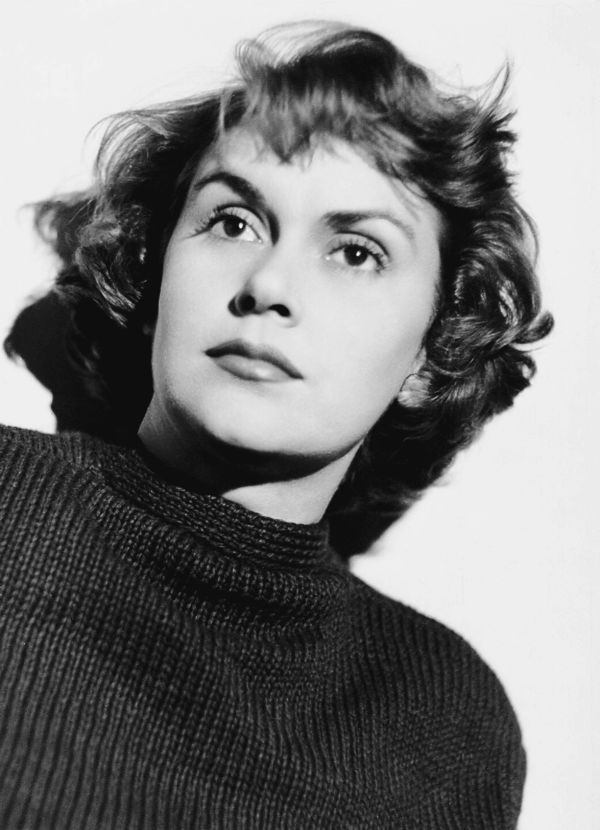
Ana Mariscal, 1952

A més de les seves pròpies pel·lícules rodarà unes altres a les ordres de diferents directors, si bé de manera molt més esporàdica; va estar present, doncs, en títols d'enorme repercussió comercial en el seu moment, com Jeromín (1953), de Luis Lucia; Un dia perdido (1954), de José María Forqué; Morena Clara (1954), de Luis Lucia.
Després de les seves noces el 1954, la parella va marxar a l'Argentina on romandran dos anys. Ana va treballar allí en algunes pel·lícules: En carne viva, Bacarà, de Kurt Land; Enigma de mujer, de Enrique Cahen Salaberry; Los maridos de mamà, d'Edgardo Togni. També va aparèixer en televisió, i va interpretar al teatre obres de Federico García Lorca, amic de l'actriu.
De tornada a Espanya, treballarà en pel·lícules de la seva pròpia productora, a més d'acceptar esporàdicament papers en obres d'altres directors: La violetera (1958), de Luis César Amadori o La reina del Chantecler (1958). Dona també classes d'interpretació a l'IIEC (Institut de Recerques i Experiències Cinematogràfiques) entre 1957 i 1960.
En els seus últims anys va viure voluntàriament apartada del món de l'espectacle i es va dedicar per complet a la literatura. El gener de 1995 se li va concedir la Medalla d'Or al Mèrit en les Belles Arts.
Va morir el 28 de març de 1995 als 71 anys en un hospital de Madrid a causa d'un càncer. Va ser enterrada l'endemà al Cementiri de l'Almudena.
El seu marit Valentín Javier García-Fernández (productor i fotògraf) (1921-2012) va morir als 91 anys al juny de 2012 i va ser incinerat ael Cementiri de l'Almudena.

## Premis
Medalles del Cercle d'Escriptors Cinematogràfics
| Any  | Categoria               | Pel·lícula                 |
| ---- | ----------------------- | -------------------------- |
| 1945 | Millor actriu principal | Una sombra en la ventana   |
| 1949 | Millor actriu principal | Un hombre va por el camino |
| 1950 | Millor actriu principal | De mujer a mujer           |

## Filmografia
| Any  | Títol                            | Acreditada com | Acreditada com | Acreditada com | Direcció                   | Notes                                                     |
| Any  | Títol                            | Intèrpret      | Directora      | Productora     | Direcció                   | Notes                                                     |
| ---- | -------------------------------- | -------------- | -------------- | -------------- | -------------------------- | --------------------------------------------------------- |
| 1940 | El último húsar                  | Sí             |                |                | Lluís Marquina i Pichot    | Coproducció hispano-italiana. Tít. orig: Amore di ussaro. |
| 1940 | La florista de la reina          | Sí             |                |                | Eusebio Fernández Ardavín  | Adaptació de la obra de teatre homònima                   |
| 1942 | Raza                             | Sí             |                |                | José Luis Sáenz de Heredia |                                                           |
| 1942 | ¡Qué contenta estoy!             | Sí             |                |                | Julio de Fleischner        |                                                           |
| 1942 | Siempre mujeres                  | Sí             |                |                | Carlos Arévalo             |                                                           |
| 1942 | Vidas cruzadas                   | Sí             |                |                | Luis Marquina              |                                                           |
| 1943 | Cuarenta y ocho horas            | Sí             |                |                | José María Castellví       |                                                           |
| 1944 | Cabeza de hierro                 | Sí             |                |                | Ignacio F. Iquino          |                                                           |
| 1945 | Una sombra en la ventana         | Sí             |                |                | Ignacio F. Iquino          | Premi CEC a la millor actriu principal                    |
| 1945 | ¡Culpable!                       | Sí             |                |                | Ignacio F. Iquino          |                                                           |
| 1945 | Viento de siglos                 | Sí             |                |                | Enrique Gómez              |                                                           |
| 1945 | El obstáculo                     | Sí             |                |                | Ignacio F. Iquino          |                                                           |
| 1947 | Dulcinea                         | Sí             |                |                | Luis Arroyo                |                                                           |
| 1947 | Noche sin cielo                  | Sí             |                |                | Ignacio F. Iquino          |                                                           |
| 1947 | La princesa de los Ursinos       | Sí             |                |                | Luis Lucia                 |                                                           |
| 1948 | El tambor del Bruch              | Sí             |                |                | Ignacio F. Iquino          |                                                           |
| 1948 | Mañana como hoy                  | Sí             |                |                | Mariano Pombo              |                                                           |
| 1948 | La próxima vez que vivamos       | Sí             |                |                | Enrique Gómez              |                                                           |
| 1948 | La vida encadenada               | Sí             |                |                | Antonio Román              |                                                           |
| 1949 | Aquellas palabras                | Sí             |                |                | Luis Arroyo                |                                                           |
| 1949 | Pacto de silencio                | Sí             |                |                | Antonio Román              |                                                           |
| 1949 | Doce horas de vida               | Sí             |                |                | Francesc Rovira-Beleta     |                                                           |
| 1949 | Un hombre va por el camino       | Sí             |                |                | Manuel Mur Oti             | Premi CEC a la millor actriu principal                    |
| 1950 | De mujer a mujer                 | Sí             |                |                | Luis Lucia                 | Premi CEC a la millor actriu principal                    |
| 1950 | La fuente enterrada              | Sí             |                |                | Antonio Román              |                                                           |
| 1951 | El gran galeoto                  | Sí             |                |                | Rafael Gil                 | Basat en l'obra homònima de José Echegaray                |
| 1953 | Segundo López, aventurero urbano | Sí             | Sí             | Sí             | Ana Mariscal               | Coguionista                                               |
| 1953 | Jeromín                          | Sí             |                |                | Luis Lucia                 | Basat en la novel·la homònima de Luis Coloma              |
| 1953 | Vértigo                          | Sí             |                |                | Eusebio Fernández Ardavín  |                                                           |
| 1954 | Misa en Compostela               |                | Sí             | Sí             | Ana Mariscal               | Documental. Locució: Ana Mariscal                         |
| 1954 | Morena Clara                     | Sí             |                |                | Luis Lucia                 |                                                           |
| 1955 | En carne viva                    | Sí             |                |                | Enrique Cahen Salaberry    | pel·lícula argentina                                      |
| 1955 | Un día perdido                   | Sí             |                |                | José María Forqué          |                                                           |
| 1955 | Bacará                           | Sí             |                |                | Kurt Land                  | pel·lícula argentina                                      |
| 1956 | De noche también se duerme       | Sí             |                |                | Enrique Carreras           | pel·lícula argentina                                      |
| 1956 | Los maridos de mamá              | Sí             |                |                | Edgardo Togni              | pel·lícula argentina                                      |
| 1956 | Enigma de mujer                  | Sí             |                |                | Enrique Cahen Salaberry    | pel·lícula argentina                                      |
| 1958 | La violetera                     | Sí             |                |                | Luis César Amadori         |                                                           |
| 1958 | Hay que bañar al nene            | Sí             |                |                | Edgardo Togni              | pel·lícula argentina                                      |
| 1958 | Patio andaluz                    | Sí             |                |                | Jorge Griñán               |                                                           |
| 1958 | Carlota                          | Sí             |                | Sí             | Enrique Cahen Salaberry    | Basada en l'obra homònima de Miguel Mihura                |
| 1959 | Juego de niños                   | Sí             |                | Sí             | Enrique Cahen Salaberry    | Basada en l'obra homònima de Víctor Ruiz Iriarte          |
| 1959 | Con la vida hicieron fuego       | Sí             | Sí             | Sí             | Ana Mariscal               | Diàlegs.                                                  |
| 1959 | El magistrado                    | Sí             |                |                | Luigi Zampa                | Coproducció hispano-italiana. Tít. orig: Il magistrato    |
| 1960 | La quiniela                      | Sí             | Sí             | Sí             | Ana Mariscal               |                                                           |
| 1961 | Hola, muchacho                   | Sí             | Sí             | Sí             | Ana Mariscal               |                                                           |
| 1962 | Feria en Sevilla                 | Sí             | Sí             | Sí             | Ana Mariscal               |                                                           |
| 1962 | La reina del Chantecler          | Sí             |                |                | Rafael Gil                 |                                                           |
| 1962 | Occidente y sabotaje             | Sí             | Sí             | Sí             | Ana Mariscal               | Coguionista                                               |
| 1963 | El camino                        |                | Sí             | Sí             | Ana Mariscal               | Primera adaptació cinematogràfica de Miguel Delibes.      |
| 1964 | La otra mujer                    | Sí             |                |                | François Villiers          | Coproducció hispano-francesa. Tít. orig: L'autre femme    |
| 1966 | Los duendes de Andalucía         |                | Sí             | Sí             | Ana Mariscal               | Coguionista                                               |
| 1966 | Vestida de novia                 | Sí             | Sí             | Sí             | Ana Mariscal               | Coguionista                                               |
| 1968 | El paseíllo                      | Sí             | Sí             | Sí             | Ana Mariscal               | Coguionista                                               |
| 1987 | El polizón del Ulises            | Sí             |                |                | Javier Aguirre             | Basada en el relat infantil homònim d'Ana María Matute    |